# Jamaica Center – Parsons/Archer (métro de New York)
Pour les articles homonymes, voir Jamaica.
Jamaica Center – Parsons/Archer est une station souterraine du métro de New York située dans le quartier de Jamaica dans l'arrondissement du Queens. Elle est située sur deux lignes (au sens de tronçons du réseau), l'IND Archer Avenue Line (métros bleus) issue de l'ancien Independent Subway System (IND) et la BMT Archer Avenue Line issue de la Brooklyn-Manhattan Transit Corporation (BMT). Sur la base des chiffres 2012, la station était la 22e plus fréquentée du réseau et la troisième station la plus fréquentée du Queens.
Au total, trois services y circulent :
- les métros E et J y transitent 24/7 ;
- les métros Z s'y arrêtent pendant les heures de pointe dans la direction la plus encombrée.